# Юйвень Юн
Юйвень Юн (кит.: 宇文雍; піньїнь: Yǔwén Yong; 543–578) — третій імператор Північної Чжоу з Північних династій.

## Життєпис
Був сином генерала Юйвень Тая та братом двох своїх попередників Юйвень Цзюе та Юйвень Юя.
Зайняв трон після смерті Юйвень Юя. На початку свого правління залишався в тіні свого двоюрідного брата, могутнього Юйвень Ху, однак 572 року подолав його та повернув собі всю повноту влади. Після цього імператор почав поступово зміцнювати свою владу. 577 року він завоював території Північної Ці та приєднав їх до своїх володінь. Утім вже наступного року він помер, що стало початком занепаду династії. За правління його незаконнонародженого сина Юйвень Юня Північна Чжоу стрімко почала втрачати свої землі, що завершилось 581 року цілковитим завоюванням Північної Чжоу імператором Суй Цзянем I.

## Девізи правління
- Баодін (保定) 561—565
- Тяньхе (天和) 566—572
- Цзяньде (建德) 572—578
- Сюаньчжен (宣政) 578